# Delphine Combe
Delphine Combe (Francia, 6 de diciembre de 1974) es una atleta francesa, especializada en la prueba de 4 × 100 m en la que llegó a ser medallista de bronce mundial en 1997.

## Carrera deportiva
En el Mundial de Atenas 1997 ganó la medalla de bronce en los relevos 4 x 100 metros, con un tiempo de 42.21 segundos que fue récord nacional de Francia, tras Estados Unidos y Jamaica, siendo sus compañeras de equipo: Patricia Girard-Léno, Christine Arron y Sylviane Félix.